# Les Oignons
Pour les articles homonymes, voir Oignon (homonymie) et Échalote.
Ne doit pas être confondu avec Green Onions (chanson).
Les Oignons ou Les Échalotes est un standard de jazz-jazz Nouvelle-Orléans-hot jazz, du jazzman américain Sidney Bechet. Il l'enregistre pour la première fois chez Disques Vogue à Paris en 1949, avec l'orchestre de Claude Luter,, un des plus importants succès internationaux de leurs répertoires.

## Histoire
Ce titre Les Oignons est une reprise adaptée d'un titre de sa Louisiane natale, enregistré en créole en 1947 par son compatriote Albert Nicholas,, accompagné au piano stride.
Sidney Bechet l'adapte avec son style jazz Nouvelle-Orléans - hot jazz fanfare de parade, caractéristique de sa Nouvelle-Orléans natale, et l'enregistre à Paris en 1949. Il est alors âgé de 52 ans, lorsqu'il triomphe au Paris Jazz Festival de 1949, et décide alors de passer le reste de sa vie à Paris (haut lieu mondial du jazz) en tant que star américaine hexagonale, en produisant en France avec un important succès, jusqu’à la fin de sa vie, son répertoire jazz Nouvelle-Orléans avec les orchestres des Français Claude Luter et André Réwéliotty.
Il réédite de nombreuses fois ce titre sur de nombreuses compilations, avec d'autres nombreux succès célèbres de son répertoire, dont  Petite fleur, Si tu vois ma mère, Promenade aux Champs Élysées, Roses of Picardy, Blues My Naughty Sweetie Gives to Me, Dans les rues d'Antibes, Egyptian Fantasy, Summertime, Joshua Fit the Battle of Jericho...